# Wilfried Erler
Wilfried Erler (* 14. Juli 1946 in Meerane) war Fußballspieler in der DDR-Oberliga, der höchsten Spielklasse des DDR-Fußball-Verbandes. Dort spielte er für den FC Karl-Marx-Stadt und die die BSG Chemie Leipzig. Später wurde er Trainer des DDR-Zweitligisten TSG Chemie Markkleeberg.

## Karriere
Wilfried Erler kam 1963 zur Junioren-Fußballmannschaft des SC Karl-Marx-Stadt. 1966 gehörte er zu den Spielern, die vom ausgegliederten FC Karl-Marx-Stadt übernommen wurden. Nach Einsätzen in der drittklassigen Bezirksliga-Mannschaft des FCK II gab Erler 1968 seinen Einstand in der Oberliga. In der Rückrunde der Oberligasaison 1967/68 bestritt er als Stürmer neun Spiele. 
Zur Saison 1968/69 wechselte Erler 22-jährig innerhalb der Oberliga zur Betriebssportgemeinschaft (BSG) Chemie Leipzig. Dort kam er in seiner ersten Spielzeit zwischen dem 3. und 25. Oberligaspieltag zwölfmal zum Einsatz, stand allerdings nur in sechs Begegnungen als Linksaußenstürmer in der Anfangself. In den Spielzeiten 1969/70 und 1970/71 gehörte Erler nicht zum Oberligaaufgebot (zwei Oberligaspiele 1969/70) und spielte stattdessen in der 2. Mannschaft, mit der er 1970 in die zweitklassige DDR-Liga aufstieg. 1971 stieg die 1. Mannschaft aus der Oberliga ab. Am sofortigen Wiederaufstieg war Erler, der wieder in das Aufgebot der 1. Mannschaft aufgerückt war, mit 17 Einsätzen und einem Tor bei insgesamt 30 Spielen beteiligt. 1972/73 hatte Erler seine erfolgreichste Oberligasaison, denn er wurde in 23 Punktspielen abwechselnd als rechter Stürmer oder Mittelfeldspieler eingesetzt. In der Spielzeit 1973/74 wurde er nur in den ersten zehn Oberligapunktspielen aufgeboten.
Im Sommer 1974 wechselte Erler im Alter von 28 Jahren zur viertklassigen TSG Chemie Markkleeberg. Mit ihr schaffte er bis 1982 zwei Aufstiege bis in die DDR-Liga. Als Mannschaftskapitän half er der Mannschaft, sich dauerhaft in der Zweitklassigkeit zu etablieren. Am 1. Januar 1985 wurde der Diplomsportlehrer Erler Trainer der Markkleeberger DDR-Ligamannschaft. 